# カーブル
- カブル
- カブール

カーブル（ペルシア語: كابل, ラテン文字転写: Kabul）は、アフガニスタン東部中央に位置する同国の首都。カーブル州の州都でもある。人口は国内最大の約460万人（2021年推計）。
日本語表記においては一般に称されることが多い「カブール」や、原語の発音に近い「カーブル」など表記が混在している。
ヒンドゥークシュ山脈南部の山岳地帯にある盆地に位置する。標高約1800メートルは大都市の立地としては異例の高さである:231。街を流れるカーブル川はインダス川の支流である。約180km東方にはパキスタンとの国境となっているカイバー峠がある。
3000年以上の歴史を持ち、古くから異なる民族が交流する場であったため、"文明の十字路"と言われた。カトマンズと並び、ヒッピーの聖地と呼ばれていた時期もある。現在、数十年続いた戦災からの復興の途上にある。
アフガニスタンの文化的・経済的中心地で国内最大の都市である。1931年に開学した同国の最高学府である国立カーブル大学が立地する。商業が非常に活発であるほか、皮革・家具・ガラス工業、テンサイ糖の生産なども行われる。アフガニスタン国内を一周する環状の高速道路でガズニー、カンダハール、ヘラート、マザーリシャリーフと結ばれている。

## 呼称と表記
現地の公用語であるパシュトー語や、ダリー語（アフガン・ペルシア語）や使用される表記体系であるパシュトー文字ないしペルシア文字では、"كابل" と綴る。ラテン文字への転写はパシュトー語がKâbəl、ダリー語がKābolとなる。
- パシュトー語: کابل Kâbəl, IPA: [kɑˈbəl]，日本語表記転写：カブル，カブール
- ダリー語: کابل Kābol, IPA: [kɒːˈbol]，日本語表記転写：カーボル，カーボール
- 英語: Kabul, ipa: /ˈkɑːbəl, ˈkɑːbuːl/[9][10]，日本語表記転写：カーブル，カーブール

### 日本語表記
日本においては、外務省をはじめとした政府機関および新聞・テレビなどのメディアが兼ねてより「カブール」表記を使用してきている。ただ近年では現地の発音に近い「カーブル」表記も、一般に近いレベルで使われるようになってきている。この他には「カブル」などの表記も確認できる。
この呼称の由来について、中央アジア史研究者の稲葉穣は、19世紀初頭、オランダ語の段階ですでに「カブール」という発音が成立していて、それが日本に取り入れられた可能性に言及している。また、ある専門家は、報道関係者が「カーブル」を「カブール」と聞き違えたことにより、新聞協会の用語委員会が「カブール」を標準表記としたことで定着したとしている。

## 歴史

### 紀元前～紀元後4世紀
カーブルは高い山脈に囲まれた広い盆地の中央に位置している:231。カーブルを中心とするこの地域には「カーブリスターン」という名称がある。カーブリスターンは南北と東西、それぞれを結ぶ交易路の交差点であるため、非常に古い時代から人の集住する町があった:231。『リグヴェーダ』（紀元前15世紀頃成書）には Kubha という名前の町への言及があり、プトレマイオスの地理書（紀元後2世紀）には Kabura という町の名前が記載されている:231。
また、中国の文献には、後漢に成立した『漢書』「西域伝」（紀元後1世紀末）には、大月氏に服属する5つの有力な勢力の一つとして「高附城」を根拠とする「高附翖侯」がいたと記録されている。三国時代（3世紀半ば）に成立した『魏略』「西戎伝」でも、同様に大月氏に服属する国の一つとして「高附国」が記録されている。一方、南北朝時代に成立した『後漢書』「西域伝」（5世紀半ば）ではやや異なり、大月氏から自立した貴霜（クシャーナ朝）が高附を占領したと記述する一方、『漢書』の「高附翖侯」は「都密翖侯」に書き換えられている。
「高附」の場所は諸説あるが、カーブルへの比定が有力説である。しかしカーブル川沿岸の別の集落や、カーピシーなどへの比定説もある。
後述するバーブルの登場以前のカーブルの前身となる町は小さな町にすぎない。

### 5世紀-7世紀
ムスリム支配以前のカーブル盆地、カーブリスターンの政治状況については、法顕（5世紀）や玄奘三蔵（7世紀）といった仏僧が残した漢籍史料や、征服前に当地を商売で訪れたアラブ商人の報告がいくつかの情報をもたらしている。遅くとも7世紀前半の支配層は、夏をカーブル盆地で過ごし冬をパンジャーブで過ごす移動型の生活を営んでいた。アラビア語史料は彼らを「トゥルク」と呼び、彼らはヒンドゥー化したトルコ系遊牧民（トゥルクシャーヒー）であったと考えられるが、エフタル系民族の可能性もある。彼らには「ズンビール」という称号を持つ王がおり、おそらくは太陽を崇拝する宗教を信じていた。

### 7世紀-9世紀
7世紀中ごろ（653-654年）、アラブ＝ムスリムの大征服の波はカーブリスターンにも達し、スィースターン方面軍の将軍アブドゥッラフマーン・ブン・サムラが派遣した一部隊は、ズンビールらを破ってカーブルの町を一時的に占領した:231。その後、約200年間にわたりズンビールたちは、カーブリスターンを征服しようと遠征を繰り返すムスリムの諸勢力に抵抗したが、最終的には9世紀末ごろ、サッファール朝により駆逐された。カーブルの町はこの200年余りの間繰り返された小競り合いの結果、破壊された:231。
サッファール朝以後、カーブルの支配者はサーマーン朝→ガズナ朝→ゴール朝→ホラズムシャー朝と遷移するがいずれにおいてもカーブルの都市化は進まず、官衙の類が設置されることすらもなかった。中央ユーラシアから豊かなインドへと抜ける道のチョークポイントに近い場所であるため、いざインドへ攻め込む際には各地方の軍勢がここで落ち合った。例えば、アブル・ファドル・バイハキーの歴史書には、1031年にガズナ朝スルターン・マスウードがカーブルで1670頭の戦象部隊を閲兵したという記事がある。しかし、そのようなイベントのない平時はムスリム軍人が少数駐屯していただけの場所であり、カーブル周辺の諸郡や山岳は非イスラーム教徒が自ら治めていた。

### 10世紀-16世紀
チンギス・ハーンからティムールへと続くモンゴルの時代においてもこうした状況に大きな変化はなく、13世紀にデリーのスルターンが自立を宣言したときですらも、そのことによりカーブルの戦略的重要性が増すということはなかった。しかし、16世紀前半にザヒールッディーン・バーブルがカーブルを自身の版図の首府として以来、この町の戦略的重要性は強く意識されるようになった。

### 17世紀-19世紀
ムガル帝国とサファヴィー朝との争奪を経て1738年にアフシャール朝のナーディル・シャーによって征服され、その死後、パシュトゥーン人（アフガン人）がアフガニスタンの起源となるドゥッラーニー朝1839年と1879年に、2度のアフガン戦争で2度とも一時イギリス軍の占領下に置かれる。

### 近代
イギリスからの独立後、1939年9月に起きた第二次世界大戦では、ザーヒル・シャーの統治下で、英領インドとソ連、中華民国に挟まれた中央アジアにおける緩衝国家の首都として、日本やドイツ、イタリアや満洲国などからなる枢軸国、イギリスやアメリカ、ソ連と中華民国などからなる連合国の、どちらにもつかない中立国として1945年9月の終戦まで平和を維持していた。
その後も立憲君主制の国家の首都として近代化が進み、ザーヒル・シャーが革命で追放される1973年まで中央アジアの中心的都市として、繁栄と平和を保っていた。

### ソ連のアフガン侵攻

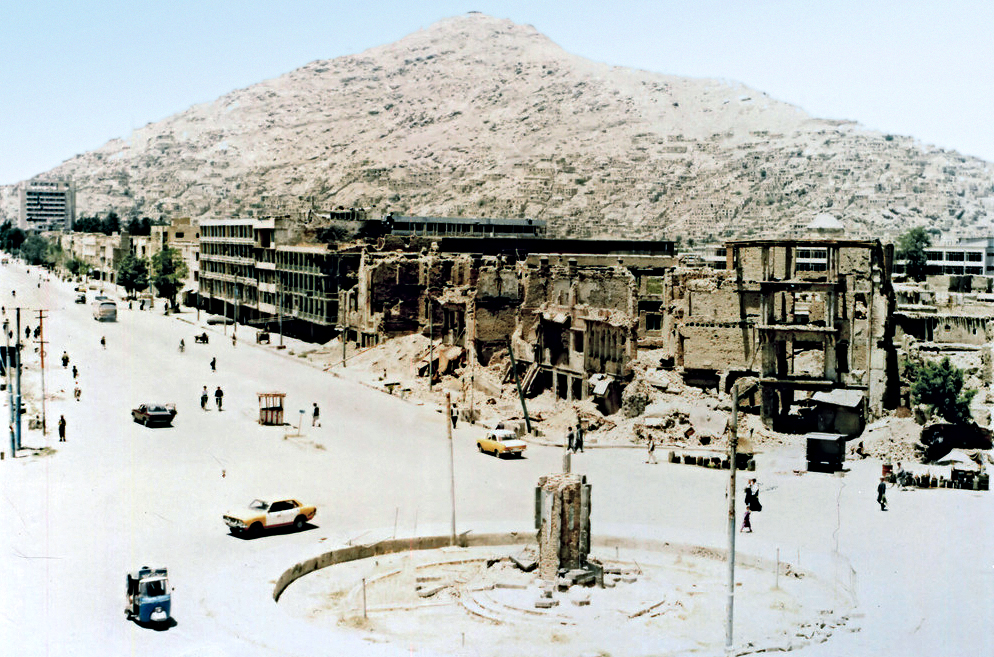
廃墟となった市街地（1993年）

1979年、ソ連のアフガニスタン侵攻が始まると、12月23日にソ連軍によって占領され、1988年に撤退するまでその司令部が置かれてムジャーヒディーンのゲリラとの激しい攻防の中心となった。
1992年にナジーブッラーの共産主義政権が崩壊すると、カーブルはムジャーヒディーンの手に落ちたが、ムジャーヒディーン各派の紛争によって甚大な被害を受けた。同年12月、かつては市内に86台走っていたトロリーバスはすべて運行停止を余儀なくされた。1993年までに、市内の電気系統と上下水道は完全に機能を停止した。当時、ラッバーニーが率いるイスラム協会（タジク人中心）が市内を掌握していたが、有名無実の首相ヘクマティヤール率いるイスラム党 (HIG) が市街を1996年まで3年間にわたり包囲した。市内では、イスラム協会、ドスタム将軍派のイスラム民族運動（ウズベク人勢力）、イスラム統一党（ハザーラ人系）の間で戦闘が続き、数万人の民間人が犠牲になるとともに、大量の難民が発生した。

### ターリバーン政権
1996年にカーブルはターリバーンに陥落し、ナジーブッラーは公開処刑された。ターリバーンのカーブル占拠の間は、カーブルを巡る紛争はすべて止んだ。ラッバーニー、ヘクマティヤール、ドスタム、マスードらはカーブルから撤退した。
ターリバーン政権（アフガニスタン・イスラム首長国）期も引き続き首都はカーブルとされ、省庁も同市内に置かれたが、政治の中心は南部のカンダハールだった。同地はアフガニスタンの最大民族パシュトゥーン人の都市で、パシュトゥーン人主体のターリバーンにとっては本拠地だった。ターリバーンの指導者はパシュトゥーン人以外にもタジク人、ウズベク人、ハザーラ人など多民族が共存する大都市カーブルの風土に馴染まず、本拠地カンダハールに住み続け、同地からカーブルの省庁に指令を下すといった首都機能の逆転現象が見られた。

### アフガン紛争

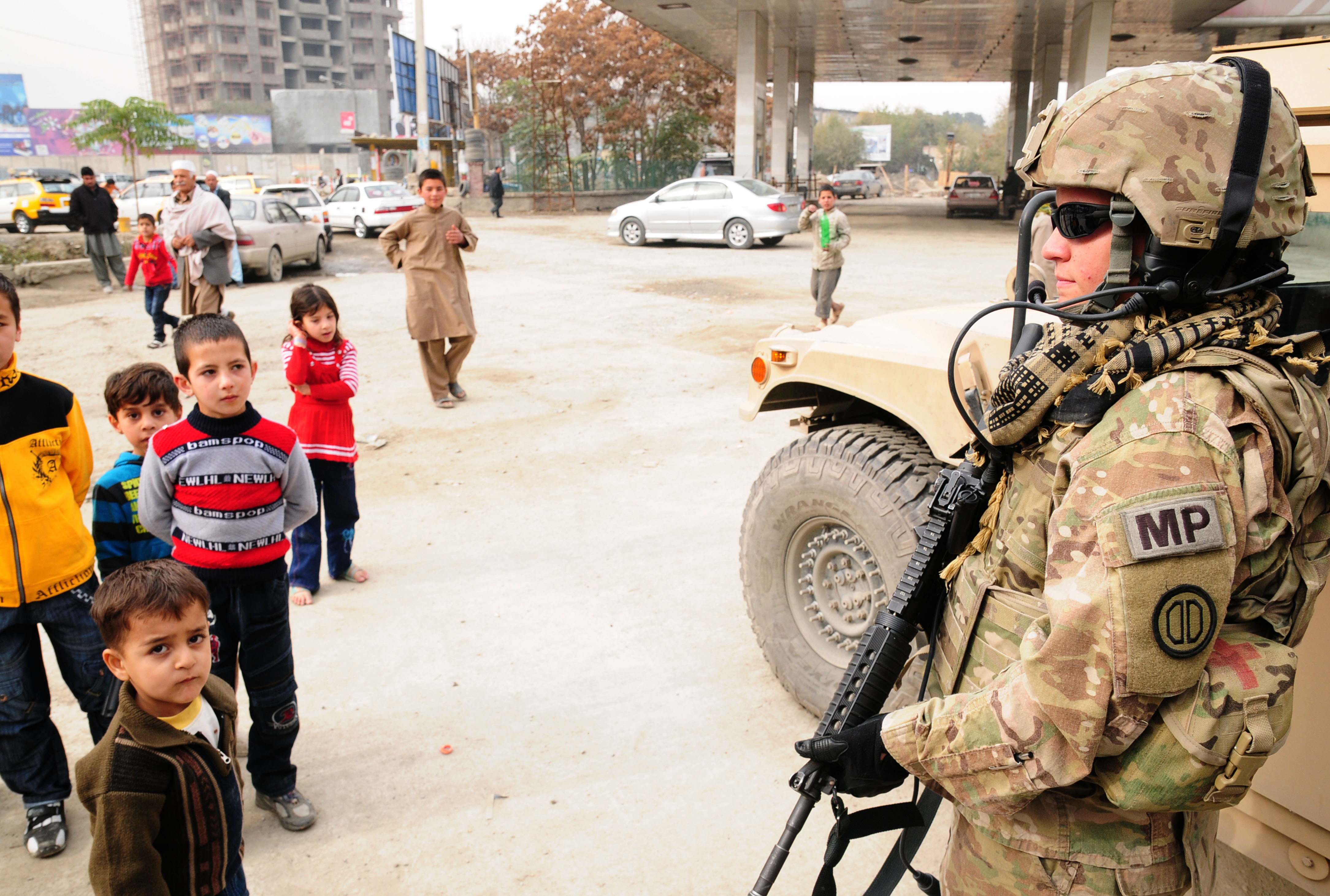
治安維持に当たるアフガニスタン国家警察の隊員（2011年）

約5年後、2001年10月にアメリカがアフガニスタンに侵攻した。米軍による激しい空爆によって、同年11月21日ターリバーンはカーブルを放棄し、北部同盟が代わってカーブルを支配下に治めた。ターリバーン政権期に政治の中心としての機能を失っていたカーブルは首都機能を回復し、12月20日にはカーブルにアフガニスタン暫定行政機構の本部が置かれた。

### アフガニスタン・イスラム共和国
カルザイ大統領の率いる政権（アフガニスタン・イスラム共和国）が制定した憲法で首都がカーブルに指定され、再度首都としてアフガニスタンの中心都市となった。
2021年、アメリカ軍の撤退が本格化すると、ターリバーンはターリバーン攻勢によりカーブルにも迫る動きを見せた。同年、8月15日にはアメリカ大使館がヘリコプターを使い撤収を始めると、カナダ、ドイツなども大使館の閉鎖を行った。

### 新ターリバーン政権
2021年8月15日にカーブル市内をターリバーンが制圧。市内にあった各国大使館などの多くは閉鎖され、大使館員らは国外に退去した。また、大使館の通訳などの現地協力者らも、迫害を恐れてカーブル国際空港へ殺到した。空港及び周辺はアメリカ兵が増備され厳しい警戒が行われたが、8月26日には自爆テロが発生してアメリカ兵を含む170人以上が死亡するなど混乱は続いた。自爆テロは、イスラム国の分派であるISIL-Kが犯行声明を出した。
ターリバーンは全ての勢力に恩赦を約束したが、市内の家々を組織的に捜索が行われ、住民構成や職業などが調べあげられた。
2021年9月、市長にモラビ・ハムドラ・ノマニが就任。市役所の女性職員（全職員の約27％）の勤務を基本的に停止し、男性が代行できないか、男性にふさわしくない職務のみ勤務続行を認めることを発表した。
2022年8月、バイデン大統領はホワイトハウスで行われた演説で、アルカーイダの指導者であるアイマン・ザワヒリをカーブルで殺害したと発表した。潜伏先の住宅のバルコニーにいたところを無人機のミサイル攻撃で襲撃、殺害したという。
2022年9月にはロシア大使館、12月にはパキスタン大使館が武装勢力による攻撃を受け、いずれもISIL-Kが犯行声明を出した。さらに12月12日には市内のホテルが襲撃を受け、3人以上が死亡した。

## 気候
内陸部にあり標高が高いため寒暖の差が大きい。夏は乾燥し、降水量のほとんどは冬に集中する。ケッペンの気候区分ではステップ気候（BSk）に属する。
| カーブル (1956–1983)の気候 | カーブル (1956–1983)の気候 | カーブル (1956–1983)の気候 | カーブル (1956–1983)の気候 | カーブル (1956–1983)の気候 | カーブル (1956–1983)の気候 | カーブル (1956–1983)の気候 | カーブル (1956–1983)の気候 | カーブル (1956–1983)の気候 | カーブル (1956–1983)の気候 | カーブル (1956–1983)の気候 | カーブル (1956–1983)の気候 | カーブル (1956–1983)の気候 | カーブル (1956–1983)の気候 |
| 月                         | 1月                        | 2月                        | 3月                        | 4月                        | 5月                        | 6月                        | 7月                        | 8月                        | 9月                        | 10月                       | 11月                       | 12月                       | 年                         |
| -------------------------- | -------------------------- | -------------------------- | -------------------------- | -------------------------- | -------------------------- | -------------------------- | -------------------------- | -------------------------- | -------------------------- | -------------------------- | -------------------------- | -------------------------- | -------------------------- |
| 最高気温記録 °C （°F）     | 18.8 (65.8)                | 18.4 (65.1)                | 26.7 (80.1)                | 28.7 (83.7)                | 33.5 (92.3)                | 36.8 (98.2)                | 37.7 (99.9)                | 37.3 (99.1)                | 35.1 (95.2)                | 31.6 (88.9)                | 24.4 (75.9)                | 20.4 (68.7)                | 37.7 (99.9)                |
| 平均最高気温 °C （°F）     | 4.5 (40.1)                 | 5.5 (41.9)                 | 12.5 (54.5)                | 19.2 (66.6)                | 24.4 (75.9)                | 30.2 (86.4)                | 32.1 (89.8)                | 32.0 (89.6)                | 28.5 (83.3)                | 22.4 (72.3)                | 15.0 (59)                  | 8.3 (46.9)                 | 19.6 (67.3)                |
| 日平均気温 °C （°F）       | −2.3 (27.9)                | −0.7 (30.7)                | 6.3 (43.3)                 | 12.8 (55)                  | 17.3 (63.1)                | 22.8 (73)                  | 25.0 (77)                  | 24.1 (75.4)                | 19.7 (67.5)                | 13.1 (55.6)                | 5.9 (42.6)                 | 0.6 (33.1)                 | 12.1 (53.8)                |
| 平均最低気温 °C （°F）     | −7.1 (19.2)                | −5.7 (21.7)                | 0.7 (33.3)                 | 6.0 (42.8)                 | 8.8 (47.8)                 | 12.4 (54.3)                | 15.3 (59.5)                | 14.3 (57.7)                | 9.4 (48.9)                 | 3.9 (39)                   | −1.2 (29.8)                | −4.7 (23.5)                | 4.3 (39.7)                 |
| 最低気温記録 °C （°F）     | −25.5 (−13.9)              | −24.8 (−12.6)              | −12.6 (9.3)                | −2.1 (28.2)                | 0.4 (32.7)                 | 3.1 (37.6)                 | 7.5 (45.5)                 | 6.0 (42.8)                 | 1.0 (33.8)                 | −3.0 (26.6)                | −9.4 (15.1)                | −18.9 (−2)                 | −25.5 (−13.9)              |
| 降水量 mm （inch）         | 34.3 (1.35)                | 60.1 (2.366)               | 67.9 (2.673)               | 71.9 (2.831)               | 23.4 (0.921)               | 1.0 (0.039)                | 6.2 (0.244)                | 1.6 (0.063)                | 1.7 (0.067)                | 3.7 (0.146)                | 18.6 (0.732)               | 21.6 (0.85)                | 312.0 (12.283)             |
| 平均降雨日数               | 2                          | 3                          | 10                         | 11                         | 8                          | 1                          | 2                          | 1                          | 1                          | 2                          | 4                          | 3                          | 48                         |
| 平均降雪日数               | 7                          | 6                          | 3                          | 0                          | 0                          | 0                          | 0                          | 0                          | 0                          | 0                          | 0                          | 4                          | 20                         |
| % 湿度                     | 68                         | 70                         | 65                         | 61                         | 48                         | 36                         | 37                         | 38                         | 39                         | 42                         | 52                         | 63                         | 52                         |
| 平均月間日照時間           | 177.2                      | 178.6                      | 204.5                      | 232.5                      | 310.3                      | 353.4                      | 356.8                      | 339.7                      | 303.9                      | 282.6                      | 253.2                      | 182.4                      | 3,175.1                    |
| 出典：NOAA                 |                            |                            |                            |                            |                            |                            |                            |                            |                            |                            |                            |                            |                            |

## 人口動態
人口は4,601,789人（2021年の公式推計）。2021年6月時点の都市的地域の人口では約506万人であり、世界の第90位、同国では第1位である。
ペルシア語系住民が市内人口の多数を占め、スンナ派のタジク人が最大のグループで、シーア派のハザーラ人とタジク人がそれに続く。ペルシア語化したパシュトゥーン人の住民も多い。少数派では、パシュトー語系のスンナ派住民がもっとも多く、テュルク系のウズベク人が続く。他にインド語派方言を話すヒンドゥー教徒とシク教徒も相当数が居住している。
人口増加が著しく、2025年に718万人、2050年に1709万人、2075年に3267万人、2100年の人口予測では5030万人を数える世界10位の超巨大都市となる予測が出ている。

## インフラ

カーブル市内の地図

### 輸送機関
カーブル国際空港がカーブル市民の長距離移動の玄関口となっている。同空港は、アフガニスタンの国営航空であるアリアナ・アフガン航空のハブ空港であるだけでなく、多くの外国の航空会社にも利用されている。2008年には3,500万ドルの費用を掛けた新ターミナルが完成している。
カーブルには公営のバス会社 (Millie Bus) も運営されており、市内の多くの路線がある。2007年現在、約200台のバスが稼働しているが、さらに増便される予定である。かつてカーブルを走行していた、近代的なトロリーバスを再導入する計画も検討中である。バスに加えて、タクシーも市内のどこでも利用することができる。
自家用車の利用もカーブルでは増えつつあり、トヨタ、ランドローバー、BMW、ヒュンダイなどの代理販売店が市内中に見られる。一般道路や高速道路の整備が進むに連れて、自家用車を購入する人が増えている。カーブル市内でもっとも普通に見られるのはトヨタのカローラである。バイクを除いて、カーブル市内のほとんど全ての交通機関は軽油を利用している。

### 通信
GSM/GPRS携帯電話サービスが、Afghan Wireless、Roshan、Areebaの3社によって提供されており、携帯電話の利用が飛躍的に伸びている。2006年6月、アラブ首長国連邦の通信会社Etislatは、アフガニスタン国内での営業免許を政府から取得したことを発表し、全国規模の携帯電話ネットワークの構築の意志を明らかにした。
同年11月に、アフガニスタン通信省と中華人民共和国の通信機器メーカー中興通訊は、6,450万ドルで全国に光ファイバーネットワークを構築する契約を交わした。これによって、カーブル市内だけでなく全国で、電話、インターネット、テレビやラジオ放送の通信状態が向上することが見込まれる。2009年現在、アフガニスタンのテレビ放送局は6社ある。

### 再建と開発
2010年1月時点で、アフガニスタン国際銀行（INGグループによって運営されている）、カーブル銀行、ウエスタンユニオンなど、カーブル市内には14の銀行がある。
2005年には、4つ星クラスの高級ホテルが6階の最上階に入った屋内式のショッピング・モール、カーブル・シティ・センターがオープンした。5つ星の高級ホテル、セレナホテルは2005年にオープンし、ハイアットリージェンシーホテルは2007年なかばにオープン。1969年に開業し、長年カーブルのランドマークであるインターコンチネンタルホテル (カーブル)も、改装されて営業中である。
また、カーブル川南岸とJade Meyward通りに囲まれたカーブル旧市街は、内戦で破壊された建造物に混じって数多くの古いモスクが存在し、また、活発な商業活動が行われている地域であるが、更なる発展のために、20-25年の長期かつ大規模な商業的、歴史的、文化的再開発事業計画 (City of Light Development) が、現在、カルザイ大統領と政府の支援を得た民間資本 (ARCADD) によって進められている。
カーブルから約6.4km（4マイル）離れた郊外、バグラミ地区に、近代的な設備を備えた89,000m2（22エーカー）の工業団地が完成し、近い将来、新たなビジネスセンターになると思われる。
2006年9月には、2,500万ドルの費用を掛けたコカ・コーラの工場がオープンした。

### 水道
2006年から日本の国際協力機構（JICA）が市内の給水計画に関する調査を行ったが、この時点で市内の上水道の水源は全量地下水で、利用が可能な住民は全体の約20%であった。上水道の利用ができない住民は、浅井戸や手押しポンプ井戸などに頼る状況にあったが、干ばつの影響で地下水位も低下しつつあった。2021年にターリバーンが復権すると、カーブルに人口流入があり水の需要は増大、供給は追いつかずに地下水位は最大30メートル下がり年々水資源の確保が困難になっている。また、市民の多くが苦労して入手する井戸水もくみ取り式トイレの使用と産業廃棄物が原因で大半が汚染されており、住民の健康が損なわれている。

## 名所

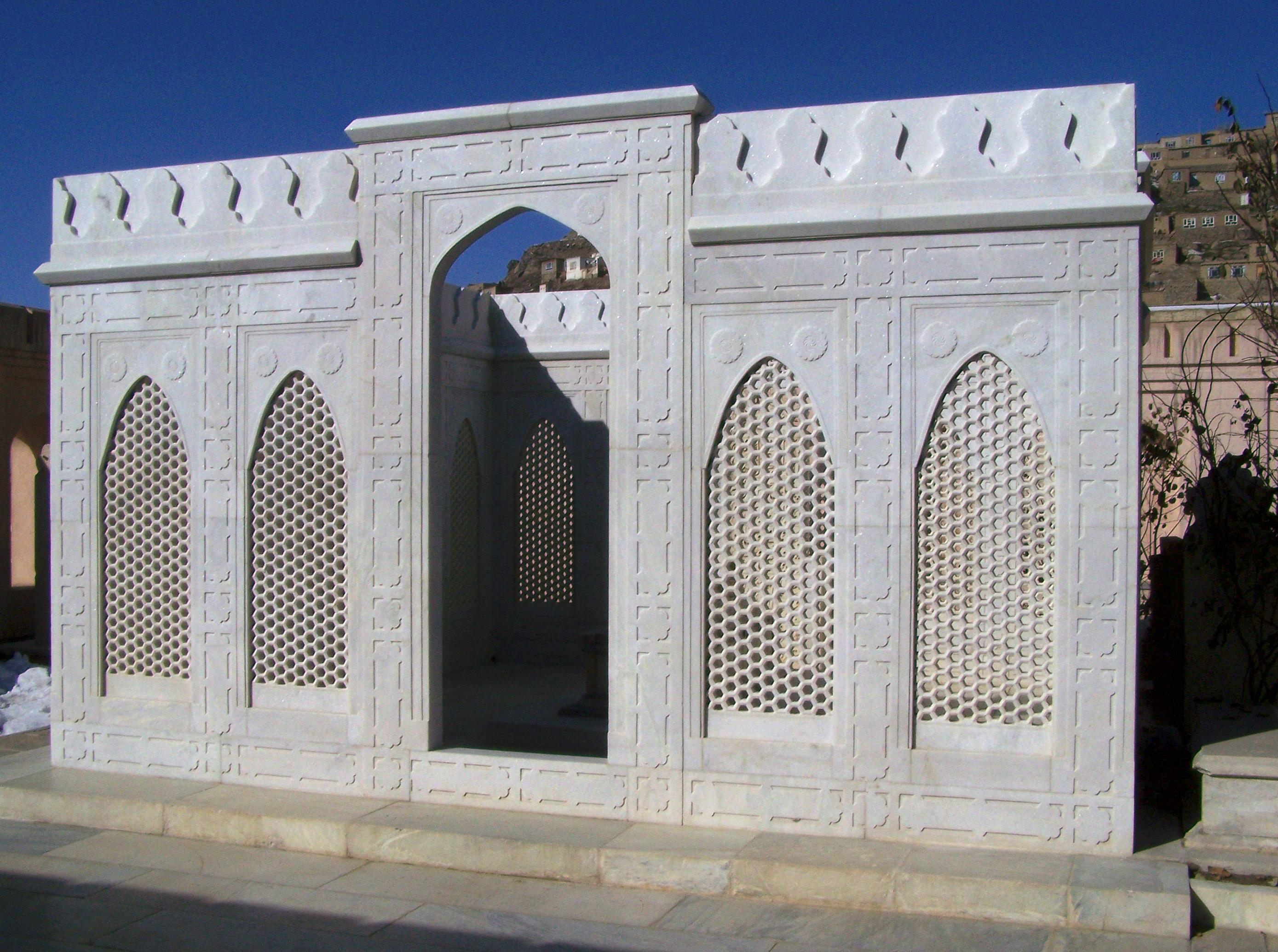
バーブル廟

カーブルの旧市街には、細い曲がりくねった小路沿いに多くのバザールがひしめいている。その他の見所には、カーブル国立博物館（アフガニスタン国立博物館）、ダルラマン宮殿（アマーヌッラー・ハーンの王宮）、バーブル廟、戦勝記念塔、カーブル動物園などがある。

### アフガニスタン国立博物館
アフガニスタンがイギリスから独立して3年後の1922年、首都カーブルに設立される。収蔵品は王族の収集したコレクションを母体とし、アフガニスタンの遺跡から発掘したものも多く、7世紀以前のものだけでも10万点ほどあったという。1989年にソ連軍が撤退後に治安が悪化、当時の館長の指示を受けて特に貴重な収蔵品は大統領府にある中央銀行の地下金庫に運び込まれた。それらは無事だったものの博物館全体としては大きな被害を受け、4万点近い収蔵品が盗み出されたことが判明している。

## カーブルを舞台とした主な作品
- 『カブールの燕たち（英語版）』 - ヤスミナ・カドラの2002年の著作[44]。
  - 『カブールのツバメ（英語版）』 - 上記作品をもとにしたザブー・ブライトマン監督の2019年製作のアニメーション[45]。『カブールのツバメたち』とも[46]。
- 『カブールの本屋 - アフガニスタンのある家族の物語（英語版）』 - アスネ・セイエルスタッド（英語版）の2002年の著作[47]。
- 『カーブルの孤児院（英語版）』 - シャフルバヌ・サダト（英語版）監督の2019年製作の映画[48][49][50]。

## 姉妹都市
- ドバイ、アラブ首長国連邦
- イスタンブール、トルコ
- カザン、ロシア
- サスカトゥーン、カナダ